# Onyaanya (Wahlkreis)
Onyaanya ist ein Wahlkreis in der Region Oshikoto im Norden Namibias. Verwaltungssitz ist die gleichnamige Ansiedlung Onyaanya. Der Wahlkreis hat (Stand 2023) knapp 25.500 Einwohner, die auf einer Fläche von 732 Quadratkilometer leben.

## Wahlen
| Wahl | Name            | Partei | Stimmenanteil |
| ---- | --------------- | ------ | ------------- |
| 1992 |                 |        |               |
| 1998 | Vilho Kamanya   | SWAPO  | 99,1 %        |
| 2004 | Henok Kankoshi  | SWAPO  | 99,5 %        |
| 2010 | Henok Kankoshi  | SWAPO  | 98,9 %        |
| 2015 | Petrus Kambala  | SWAPO  | o. W. 1       |
| 2020 | Gideon Shikomba | SWAPO  | 66,6 %        |